# 도요우라정 (야마구치현)
도요우라정(豊浦町)은 야마구치현 도요우라군의 옛 정이다.
2005년 2월 13일에  시모노세키시, 도요타정, 도요우라정, 호호쿠정과 합병해 새로운 시모노세키시가 되어 소멸하였다.

## 지리
구 시모노세키시의 북쪽, 히비키나다에 면한 장소에 있다.어촌과 전원 지대가 펼쳐지는 한편, 시모노세키시의 베드타운으로 개발이 이루어진 지역도 존재한다.

## 역사
- 1955년 4월 1일 - 도요니시촌, 구로이촌, 가와타나촌 및 우카촌의 일부가 합병해 성립하였다.
- 1956년 7월 1일 - 고구시촌을 편입하였다.
- 2005년 2월 13일 - 시모노세키시, 도요타정, 기쿠가와정, 호호쿠정과 합병해 새로운 시모노세키시가 성립하였다. 동일 도요우라정은 폐지되었다.

## 교통

### 철도
- 서일본 여객철도
  - 산요 본선(일본어: 山陽本線)

### 도로
- 국도 제191호선 (일본)(일본어판)